# Selidosema plumaria
Selidosema plumaria là một loài bướm đêm trong họ Geometridae.